# António Paulo Kassoma

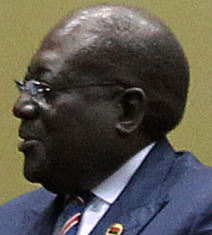
António Paulo Kassoma (2011)

António Paulo Kassoma (* 6. Juni 1951 in Rangel) ist ein angolanischer Politiker und gegenwärtig Parlamentspräsident des Landes.

## Leben
Der in Rangel, einem Municipio der Metropolregion Luanda, geborene Kassoma studierte Elektromechanik.
Von 1978 bis 1979 war Kassoma stellvertretender Verteidigungsminister für Waffen und Technologie in der Regierung der Movimento Popular de Libertação de Angola (MPLA). Später war er von 1988 bis 1989 stellvertretender Minister für Verkehr und Kommunikation, sodann Minister für Verkehr und Kommunikation von 1989 bis 1992. Dann wurde er am 9. April 1992 auf den Posten des Ministers für Territorial-Verwaltung versetzt.
Später war Kassoma Gouverneur der Provinz Huambo und Erster Sekretär der MPLA in der Provinz Huambo. Am 11. Februar 2002 bot Kassoma weißen Farmern in Simbabwe, die ihre Farmen als Resultat der Landreform verloren hatten, die Gelegenheit an, sich auf 10.000 Hektar verlassenem Farmland in Huambo anzusiedeln und Mais anzubauen. Kassoma zufolge hätte dies einen Beitrag leisten können zu Huambos wirtschaftlicher Entwicklung. Auf dem Fünften Ordentlichen Kongress der MPLA im Dezember 2003 wurde Kassoma in das Politbüro gewählt.
Am 26. September 2008 wurde Kassoma nach den von der MPLA gewonnenen Parlamentswahlen als Nachfolger von Fernando da Piedade Dias dos Santos vom Politbüro der MPLA zum Premierminister bestimmt.
Durch die neue Verfassung Angolas im Februar 2010 wurde das Amt des Vizepräsidenten durch das des Premierministers ersetzt. Das Amt des Premierministers wurde abgeschafft. Kassoma wurde daraufhin Präsident der Nationalversammlung.